# Herbert Ricke
Herbert Rüdiger Ricke (* 27. September 1901 in Linden bei Hannover; † 22. März 1976 in Dießen am Ammersee) war ein deutscher Bauforscher, Archäologe und Ägyptologe.

## Leben
Herbert Ricke wurde als Sohn eines Kaufmannes in Linden geboren. Er studierte von 1920 bis 1925 Architektur bis zum Diplomanschluß Hannover an der Technischen Hochschule in Hannover. Von 1926 bis 1928 bereitete er als Mitarbeiter von Ludwig Borchardt die Publikation der Grabungen von Tell el-Amarna vor. 1931 wurde er mit seiner Dissertation „Der Grundriss des Amarna-Wohnhauses“ bei Uvo Adolf Hölscher in Hannover zum Dr.-Ing. promoviert. Danach wurde er Mitarbeiter von Ludwig Borchardt an dessen privatem „Institut für Ägyptische Bauforschung und Altertumskunde“ in Kairo, dem späteren Schweizerischen Institut für Ägyptische Bauforschung und Altertumskunde. Er leitete das Institut bereits während des Zweiten Weltkriegs von der Schweiz aus. Ab 1950 war er Wissenschaftlicher Sachverständiger, ab 1952 Wissenschaftlicher Direktor und ab 1962 Direktor des Instituts. 1970 ging er in den Ruhestand, den er in Dießen am Ammersee verbrachte.
Ricke unternahm Ausgrabungen unter anderem in Theben (1934–1937; 1963, 1970), Karnak (1938, 1952–1954), Dahschur (1951–1955), Abusir (1954–1957), Elephantine (1938, 1954, 1958), Khor-Dehmit/Beit el-Wali (1960–1961) und Giza (1965–1967) und veröffentlichte zahlreiche grundlegende Beiträge zur ägyptischen Baukunst.

## Veröffentlichungen (Auswahl)
- Der Grundriss des Amarna-Wohnhauses (= Wissenschaftliche Veröffentlichungen der Deutschen Orient-Gesellschaft 56; Ausgrabungen der Deutschen Orient-Gesellschaft in Tell el-Amarna 4). Hinrichs, Leipzig 1932.
- Das Sonnenheiligtum des Königs Userkaf. 1 Der Bau (= Beiträge zur ägyptischen Bauforschung und Altertumskunde 12). Schweizerisches Institut für Ägyptische Bauforschung und Altertumskunde, Kairo 1965.